# Sunderland A.F.C. Ladies
Sunderland Association Football Club Ladies es un club de fútbol femenino inglés que juega en la FA Women's Championship, segunda división del fútbol femenino de Inglaterra.

## Temporadas
Temporadas completas 2006-2018
Leyenda
| Leyenda del registro de liga: - PJ = Partidos jugados - PG = Partidos ganados - PE = Partidos empatados - PP = Partidos perdidos - GF = Goles a favor - GC = Goles en contra - Pts = Puntos - Pos = Posición final | Leyenda de divisiones: - WSL1 = FA Women's Super League 1 - WSL2 = FA Women's Super League 2 - WPLN = FA Women's Premier League National Division - WPLR = FA Women's Premier League Northern Division | Leyenda de rondas: - RC = Ronda de clasificación - Grp = Fase de grupos - R1 = Ronda 1 - R2 = Ronda 2 - R3 = Ronda 3 - R4 = Ronda 4 - R5 = Ronda 5 | Leyenda de rondas: - CF = Cuartos de final - SF = Semifinales - SC = Subcampeón - C = Campeón - n/a = No aplicable - NE = No entró - Desc = Descalificado |

| Campeones | Subcampeones | Ascenso | Descenso |

Divisiones en negrita indican un cambio de división.
| Temporada          | Liga             | Liga | Liga | Liga | Liga | Liga | Liga | Liga | Liga | FA WSL Cup | Women's FA Cup | FA Women's League Cup | Máxima goleadora de liga                         | Máxima goleadora de liga |
| Temporada          | División (Nivel) | PJ   | PG   | PE   | PP   | GF   | GC   | Pts  | Pos  | FA WSL Cup | Women's FA Cup | FA Women's League Cup | Nombre                                           | Goles                    |
| ------------------ | ---------------- | ---- | ---- | ---- | ---- | ---- | ---- | ---- | ---- | ---------- | -------------- | --------------------- | ------------------------------------------------ | ------------------------ |
| 2006-2007          | WPLN (1)         | 22   | 3    | 2    | 17   | 15   | 72   | 11   | 11º  | n/a        | R4             | R1                    | Stephanie Houghton                               | 7                        |
| 2007-2008          | WPLR (2)         | 22   | 16   | 2    | 4    | 52   | 30   | 50   | 3º   | n/a        | R4             | CF                    | Sarah Danby                                      | 14                       |
| 2008-2009          | WPLR (2)         | 22   | 17   | 2    | 3    | 95   | 16   | 53   | 1st  | n/a        | RU             | CF                    | Sophie Williams                                  | 11                       |
| 2009-2010          | WPLN (1)         | 22   | 12   | 1    | 9    | 36   | 35   | 37   | 5º   | n/a        | R4             | SF                    | Kelly McDougall                                  | 7                        |
| 2010-2011          | WPLN (2)         | 14   | 9    | 3    | 2    | 30   | 16   | 30   | 1º   | n/a        | CF             | CF                    | Demilee Stokes                                   | 7                        |
| 2011-2012          | WPLN (2)         | 18   | 13   | 3    | 2    | 49   | 18   | 42   | 1º   | n/a        | CF             | C                     | Beth Mead                                        | 18                       |
| 2012-2013          | WPLN (2)         | 18   | 14   | 3    | 1    | 54   | 16   | 45   | 1º   | n/a        | CF             | SF                    | Beth Mead                                        | 17                       |
| 2014               | WSL2 (2)         | 18   | 15   | 2    | 1    | 47   | 15   | 47   | 1º   | Grp        | R5             | n/a                   | Beth Mead                                        | 13                       |
| 2015               | WSL1 (1)         | 14   | 6    | 2    | 6    | 24   | 24   | 20   | 4º   | Grp        | R3             | n/a                   | Beth Mead                                        | 12                       |
| 2016               | WSL1 (1)         | 16   | 2    | 4    | 10   | 17   | 41   | 10   | 7º   | R1         | SF             | n/a                   | Beth Mead                                        | 5                        |
| 2017 Spring Series | WSL1 (1)         | 8    | 2    | 3    | 3    | 4    | 14   | 9    | 5º   | n/a        | CF             | n/a                   | Beverly Leon                                     | 2                        |
| 2017-2018          | WSL1 (1)         | 18   | 5    | 1    | 12   | 15   | 20   | 16   | 7º*  | CF         | CF             | n/a                   | Lucy Staniforth, Keira Ramshaw, Bridget Galloway | 3                        |
| 2018-2019          | WNL North        | 24   | 15   | 3    | 6    | 83   | 36   | 48   | 1º   | n/a        | R2             | R3                    | Keira Ramshaw                                    | 24                       |

- Descenso a FA Women's National League (Nivel 3) tras no haber obtenido la licencia del Nivel 1 o 2.

## Palmarés
- FA Women's Premier League División Norte (3): 1999-2000 (bajo el nombre de Blyth Spartans Kestrels), 2004-05, 2008-09
- Women's FA Cup subcampeón (1): 2009
- FA Women's Premier League División Nacional (3): 2010-11, 2011-12, 2012-13
- FA Women's National League Cup (1): 2012
- FA WSL 2 (1): 2014